# Saïx
Saïx (okzitanisch Sais) ist eine französische Gemeinde mit 3714 Einwohnern (Stand 1. Januar 2022) im Département Tarn in der Region Okzitanien. Sie liegt im Arrondissement Castres und gehört zum Kanton Le Pastel.

## Geografie
Saïx liegt in der Nähe der Monts du Sidobre und der Montagne Noire, am südlichen Ufer des Flusses Agout, eines Zuflusses des Tarn, etwa 5,5 Kilometer westsüdwestlich von Castres, 59 Kilometer östlich von Toulouse und 37 Kilometer südlich von Albi.

## Geschichte
Der Ortsname leitet sich vom lateinischen saxum (Felsen) her. Die Gemeinde besteht aus den Orten Saïx und Longuegineste.
Im 12. Jahrhundert stand das Gebiet in und um Saïx unter der Herrschaft der Benediktiner von Castres. Sowohl im Hundertjährigen Krieg als auch im Religionskrieg von 1563 bis 1568 wurde Saïx mehrfach zerstört. Die Burg wurde 1582 geschleift.

## Bevölkerungsentwicklung
- 1962: 1271
- 1968: 1361
- 1975: 1646
- 1982: 2252
- 1990: 2900
- 1999: 3277
- 2006: 3326
- 2018: 3589